# Vitra Feuerwehrhaus

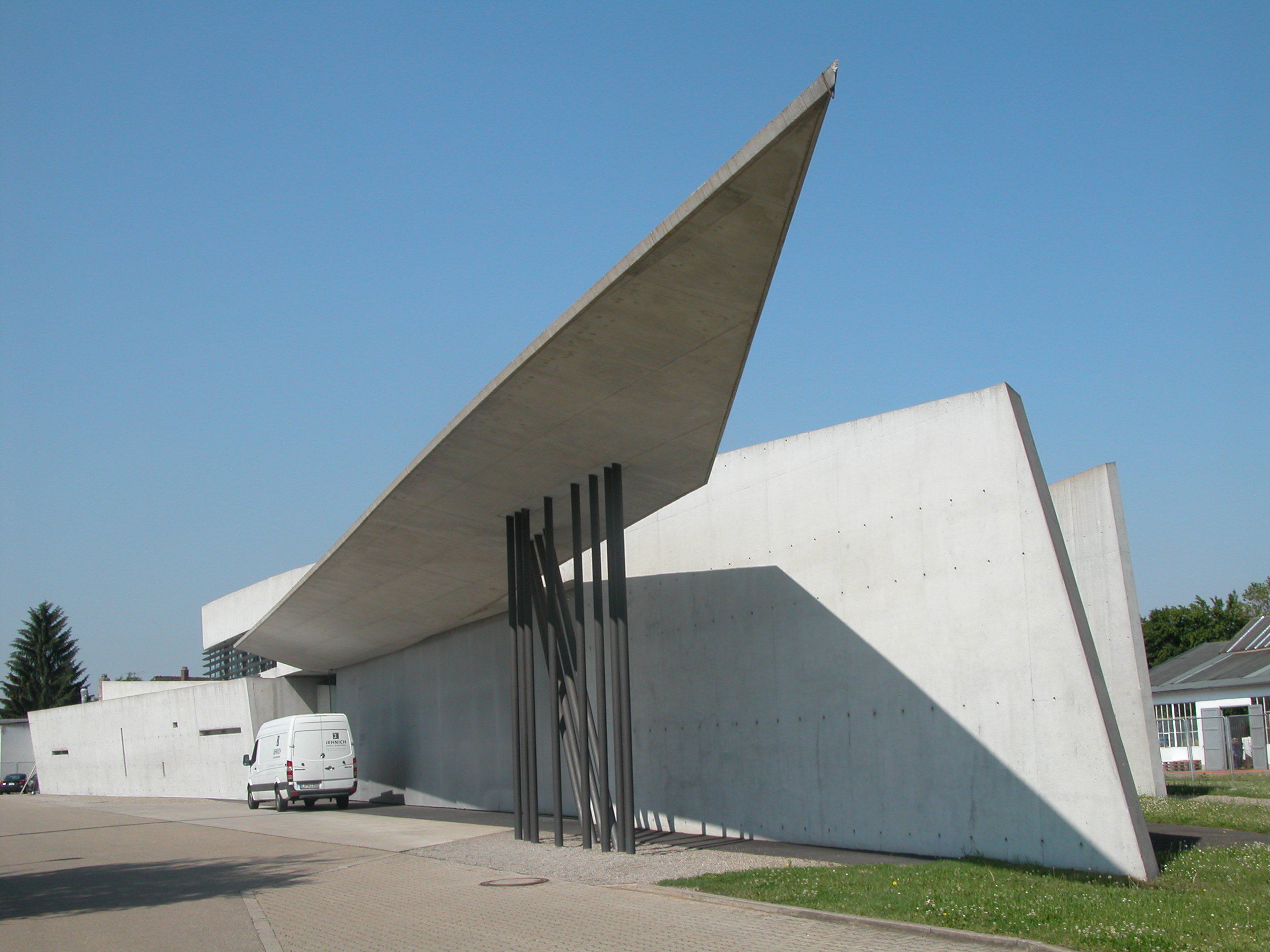
Vitra Feuerwehrhaus

Das Vitra Feuerwehrhaus ist ein 1990 bis 1993 entstandenes, 852 Quadratmeter umfassendes Bauwerk, das ursprünglich die Werkfeuerwehr der Vitra in Weil am Rhein beherbergte. Das Vitra Feuerwehrhaus auf dem Vitra Campus  wurde von der irakisch-britischen Architektin Zaha Hadid im Auftrag von Rolf Fehlbaum, dem damaligen geschäftsführenden Direktor der Vitra, errichtet und ist ihr erstes Gesamtbauwerk. Das Bauwerk entstand nach einem Großbrand 1982 und diente in den ersten Jahren der Werkfeuerwehr als Geräteraum. Neben Räumen für die Feuerwehr diente es als Umkleide für die Feuerwehrleute und beherbergte einen Besprechungsraum und ein Küchenabteil. Da die Betriebsfeuerwehr jedoch nur den Ersteinsatz vornehmen konnte, wurde diese einige Jahre später aufgelöst. Es bestehen seither Kooperationen mit den Weiler und Basler Feuerwehren. Der Sichtbetonbau ohne rechte Winkel wirkt stark skulptural und dient heute dem Unternehmen für Veranstaltungen und Ausstellungen.

## Preise
- 1994: Hugo-Häring-Preis